# بو سفينسون
بو سفينسون (بالدنماركية: Bo Svensson)‏ (مواليد 4 أغسطس 1979 في سكوربينغ - الدنمارك) لاعب كرة قدم دنماركي يلعب حاليا لصالح نادي الدرجة الأولى ماينز الألماني منذ 2007 في مركز قلب الدفاع .

## مسيرته الكروية
لعب بو سفينسون خلال مسيرته الاحترافية مع 3 أندية في ستة عشر موسمًا وسجل خلالها 7 أهداف ضمن 291 مباراة. حيث فاز في موسم واحد بالكأس وفي أربعة مواسم بالدوري.
خاض بو سفينسون مسيرته مع نادي كوبنهاغن في موسم 1999–00 ليلعب معه سبعة مواسم، مشاركًا في 150 مباراة سجل خلالها 4 أهداف. ثم انتقل إلى نادي بوروسيا مونشنغلادباخ في موسم 2005–06 ولمدة موسمين، حيث شارك في 32 مباراة سجل خلالها هدفين. لينتقل بعدها إلى نادي ماينتس 05 في موسم 2007–08 ليلعب معه سبعة مواسم، مشاركًا في 109 مباراة سجل خلالها هدفًا واحدًا.

## روابط خارجية
- بو سفينسون على موقع قاعدة بيانات كرة القدم.إي يو (الإنجليزية)
- بو سفينسون على موقع بيانات كرة القدم. دي إي (الألمانية)
- بو سفينسون على موقع ليكيب (الفرنسية)
- بو سفينسون على موقع ناشيونال فوتبول تيمز (الإنجليزية)
- بو سفينسون على موقع Soccerway.com (الإنجليزية)
- بو سفينسون على موقع عالم كرة القدم.نت (الإنجليزية)
- بو سفينسون على موقع كووورة
- بو سفينسون على موقع AS.com (الإسبانية)